# Gjon Zenebishi
Gjon Zenebishi (?-1418) was een Albanese edelman uit het huis Zenebishi die heerste over een vorstendom in het huidige Eprius en Gjirokastër. 

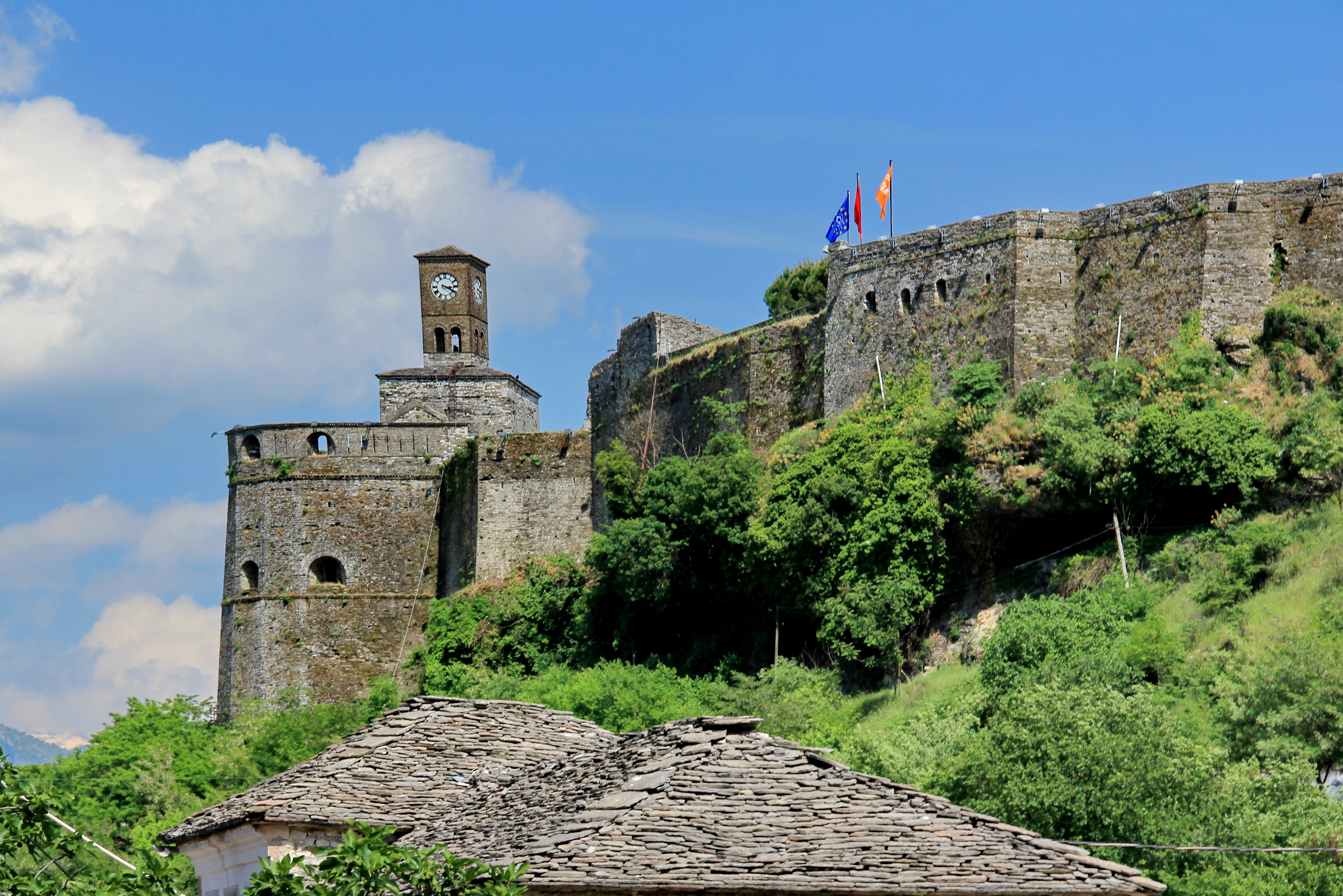
Het kasteel in Gjirokastër.

Gjon zijn dynastie Zenebishi kwam uit de regio Zagoria, een gebied tussen het huidige Përmet en Gjirokastër en heersten daar over het vorstendom Zenebishi. Gjon Zenebishi was getrouwd met Irene, de dochter van Gjin Shpata, despoot van Arta, en werd hierdoor de schoonzoon van Shpata.
In 1414 viel het vorstendom Zenebishi nadat Gjon Zenebishi tijdens een Ottomaanse aanval verslagen werd waarna hij vluchtte naar Corfu. Hij stierf daar in 1418.